# Воробьёв, Всеволод Иванович
Всеволод Иванович Воробьёв (12 [24] ноября 1898 — 9 февраля 1984) — советский арктический гидрограф, полярник.
Родился в Петербурге в семье служащих. В 1918 году окончил Морской кадетский корпус, 5 лет работал гидрографом на реках Северо-Запада.
В 1923 году назначен помощником капитана судна «Иней», проводившего гидрографические работы в Карском море и устьях рек Сибири. Был одним из первых, кто начал использовать радиопеленг.
В 1931 году возглавил гидрографический отдел Убеко(Управление по обеспечению безопасности кораблевождения) Сибири и одновременно Обский, а затем и Енисейский отряды.
В 1933—1934 гг. экспедиция под руководством Воробьева обследовала и нанесла на карту многочисленные острова в шхерах Минина в Карском море.
С 1935 года работал в ГУСМП (Главное управление Северного морского пути). В том же году был назначен начальником гидрографической экспедиции в Карском море, а в 1937—1938 гг. — заместителем начальника гидрографической экспедиции моря Лаптевых на ледокольном пароходе «Георгий Седов».
В предвоенные годы возглавлял экспедиции на л/п «Садко» и «Г. Седов». Во время войны в Ленинграде и в Кронштадте участвовал в гидрографическом обеспечении боевого траления и минных постановок, аэрофотосъемке минных заграждений, артиллерийской инструментальной разведке. Капитан 1 ранга.
В 1945 году переведен в Главную редакцию Морского Атласа ВМФ на должность заведующего отделом навигационно-оперативных карт. После выпуска первого тома атласа в составе коллектива авторов был удостоен Сталинской премии 1 степени (1950 год).
Награждён орденами Ленина, Красной Звезды (дважды), Красного Знамени, Отечественной войны 2 степени, медалями «За оборону Ленинграда», «За победу над Германией в Великой Отечественной войне 1941—1945 гг.».
Работал в гидрографии до 1976 года. Умер в Ленинграде, похоронен на Большеохтинском кладбище.
В его честь в 1990-е гг. назван пролив между островами Западный и Восточный Каменный в группе Каменных островов в Карском море западнее Пясинского залива.